# جینو بوتسانکا
جینو بوتسانکا (ایتالیایی: Gino Buzzanca؛ ‏ ۸ مارس ۱۹۱۲ – ۵ مهٔ ۱۹۸۵) یک بازیگر اهل ایتالیا بود.
از فیلم‌هایی که وی در آن نقش داشته‌است، می‌توان به سربازان و سرجوخه‌ها، گاریبالدی، زنی تنها و فاشیست اشاره کرد.